# Niklas Fosser
Niklas Fosser (i riksdagen kallad Fosser i Halleby), född 1 november 1835 i Svarteborgs socken, Göteborgs och Bohus län, död 15 maj 1915 i Skärkinds församling i Östergötland, var en svensk godsägare, landstingsman och riksdagsman.
Fosser var ägare till Halleby i Östergötland. Han var även politiker och ledamot av riksdagens första kammare 1882-1887 samt 1892-1907.
Han var landstingsman i Östergötland 1867–1912, vice ordförande 1885 och 1894–1897 och ordförande 1898–1912.